# Transformare Möbius
În geometrie și analiză complexă, o transformare Möbius a planului este o funcție rațională de formă
{\displaystyle f(z)={\frac {az+b}{cz+d}}}
de variabilă complexă z; aici coeficienții a, b, c, d sunt numere complexe care satisfac  ad − bc ≠ 0.
Geometric, o transformare Möbius poate fi obținută efectuând întâi o proiecție stereografică din plan la sferă, rotind și mutând sfera într-o nouă locație și orientare, apoi efectuând proiecția stereografică (din noua poziție a sferei) în plan. 
Aceste transformări păstrează unghiurile, transformă orice linie în altă linie sau cerc, și transformă orice cerc în alt cerc sau linie.